# De vliegschool van Meknès
De vliegschool van Meknès (Frans: L'école des Aigles) is het eerste album uit de Franco-Belgische strip Tanguy en Laverdure van Jean-Michel Charlier (scenario) en Albert Uderzo (tekeningen).
De strip werd speciaal geschreven voor het nieuwe Franse stripblad Pilote en verscheen in het eerste nummer van dat blad op 29 oktober 1959 tot en met 2 februari 1961 (nummer 67). 
van 22 februari 1962 (nummer 122) tot en met 31 januari 1963 (nummer 171). Schrijver Charlier hield bij het schrijven van het verhaal geen rekening met de albumpublicatie waardoor het eerste album vrij lang was met 84 platen, in die tijd een ongezien formaat voor een stripverhaal. Uitgeverij Dargaud splitste daarom het verhaal in twee delen. Het eerste album De verloren raket  bevatte de eerste 45 pagina's van het verhaal plus de eerste drie stroken van pagina 46, en werd uitgegeven in 1961. In 1962 verscheen het tweede album Eerherstel voor een lafaard, maar daarin de laatste strook van pagina 46 en dan de pagina's 47 tot en met 84, aangevuld met een extra dossier over het de Lockheed T-33. In het Nederlands werd dezelfde indeling gevolgd. 
In 2014 verscheen het verhaal opnieuw in de eerste integrale van de reeks die uitgebracht werd. De twee albums werden weer samengevoegd in één verhaal, de vliegschool van Meknès. 

## Het verhaal
Tanguy en Laverdure zijn twee piloten in opleiding en voltooien die opleiding op de vliegschool in Meknès, Marokko. Bij een oefening komt Tanguy terecht in een zwerm sprinkhanen waardoor zijn vliegtuig in de problemen komt. Instructeur Darnier, die achterin zit, wil dat Tanguy zijn schietstoel gebruikt en dat hij het toestel aan de grond zet, maar Tanguy wil niet luisteren en wil het toestel zelf op de landingsbaan zetten. Net voor hij de landingsbaan op wil met zijn Fouga wordt hem de pas afgesneden door een Lockheed T-33 waarbij hij bijna verongelukt. De piloot die hem de pas afsneed was Jacques Saint-Helier de Saint-Helier. Diens vader was ook piloot en werd in 1940 neergehaald in een luchtgevecht tijdens de Tweede Wereldoorlog. Hij claimde dat hij de Fouga niet zag toen hij naar de landingsbaan kwam. Tanguy probeert vriendschap te sluiten met Saint-Helier, maar die houdt de boot af. De werkelijkheid is dat hij eigenlijk doodsbang is om te vliegen en het enkel doet omdat zijn vader een succesvol piloot was. Hij had de Fouga wel degelijk gezien, maar wilde zelf zo snel mogelijk landen, ook als dat de dood van de anderen betekend had. 
Een heel eind van de vliegbasis af wordt een raket gelanceerd door de Fransen, maar kort na het opstijgen stort deze neer in het Anti-Atlasgebergte. Voor de Franse kust ligt een onderzeeër die de radiosignalen verstoorde waardoor de raket neerstortte. Een vliegdekschip in de buurt moet een nieuw type vliegtuig sturen dat niemand kent om de raket te zoeken. Gezien het gebied totaal verlaten is willen ze deze gok wagen om het Marokkaanse luchtruim te betreden. Intussen wordt ook de vliegschool van Meknès opgetrommeld om de raket op te sporen. Darnier en Saint-Helier besturen elk een vliegtuig en ontdekken het vreemde vliegtuig. Ze proberen het in te sluiten maar Saint-Helier laat een gat vallen waardoor de vreemdeling kan ontsnappen en het vliegtuig van Darnier kan neerhalen. Hij gaat vervolgens achter Saint-Helier aan die zijn schietstoel gebruikt om aan de dood te ontsnappen. Tanguy en Laverdure ontdekken het vreemde vliegtuig en slagen erin het te raken, maar daarbij storten ze zelf neer. Ze vinden Saint-Helier, die gewond is, en slepen hem mee naar een grot waar ze beschermd zijn tegen de koude. Ze treffen ook de kop van de raket aan en nemen die ook mee naar de grot. Het gehavende vliegtuig van de vijand slaagt er nog in om de onderzeeër te laten weten waar te zoeken. Tanguy en Laverdure worden ontdekt en belaagd maar worden dan gered door het Franse leger. 
Terug op de basis wordt iedereen als helden onthaald, Tanguy zorgt er voor dat Saint-Helier met de grootste eer gaat lopen en krijgt een speciale onderscheiding. Privé vertelt Saint-Helier aan Tanguy dat hij een lafaard is en verantwoordelijk voor de dood van Darnier. Hij was vroeger een goed piloot maar bij een vliegoefening kwamen twee van zijn makkers om het leven en sindsdien heeft hij schrik om te vliegen. Tanguy neemt de taak op zich om het zelfvertrouwen van Saint-Helier op te krikken wat hem ook lijkt te lukken. Nadat een groep archeologen door rovers wordt belaagd worden Saint-Helier, Tanguy en Laverdure opgeroepen om hen te redden. Bij de reddingsoperatie wordt het toestel van Tanguy neergehaald. Laverdure en Saint-Helier keren terug naar de basis. Tanguy ontdekt in het roverskamp een gevangene. Het is Darnier, die nog in leven is. Hij is razend op Saint-Helier en wil hem ontmaskeren. Bij de terugkeer komt het toestel van Saint-Helier in de problemen. Hij kan zijn schietstoel nemen, maar dan zou het toestel neerstorten in het drukbevolkte Meknès. Saint-Helier besluit zijn leven op te offeren en het toestel de stad uit te leiden zodat het in de woestijn neerstort. Wanneer Darnier de geluidsopname hoort van het gesprek tussen Laverdure en Saint-Helier besluit hij om niets te vertellen wat er gebeurd is en Saint-Helier te eren als een held. Hij stelt zelfs voor om de volgende lichting piloten die aan hun opleiding beginnen de Saint-Helier-lichting te noemen. 